# Martin-Baker

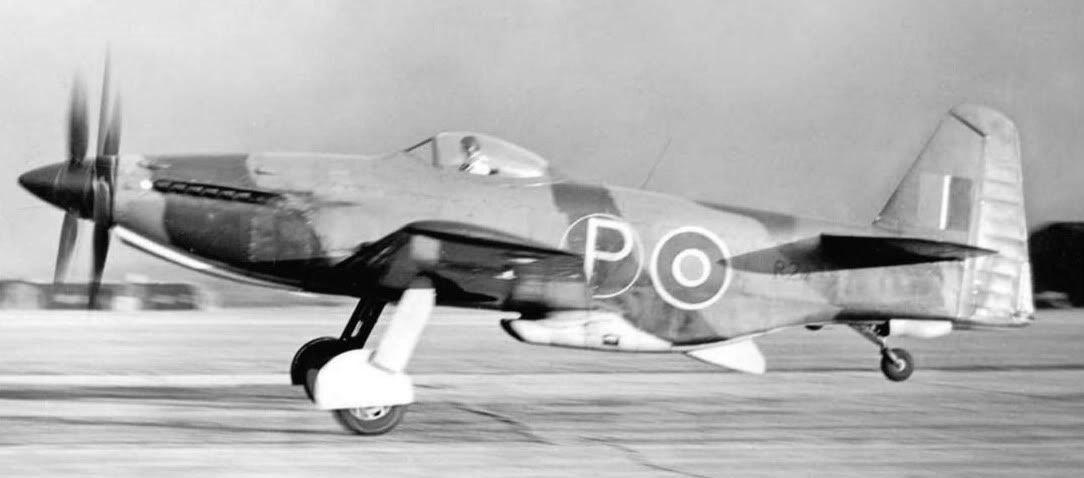
Myśliwiec MB-5

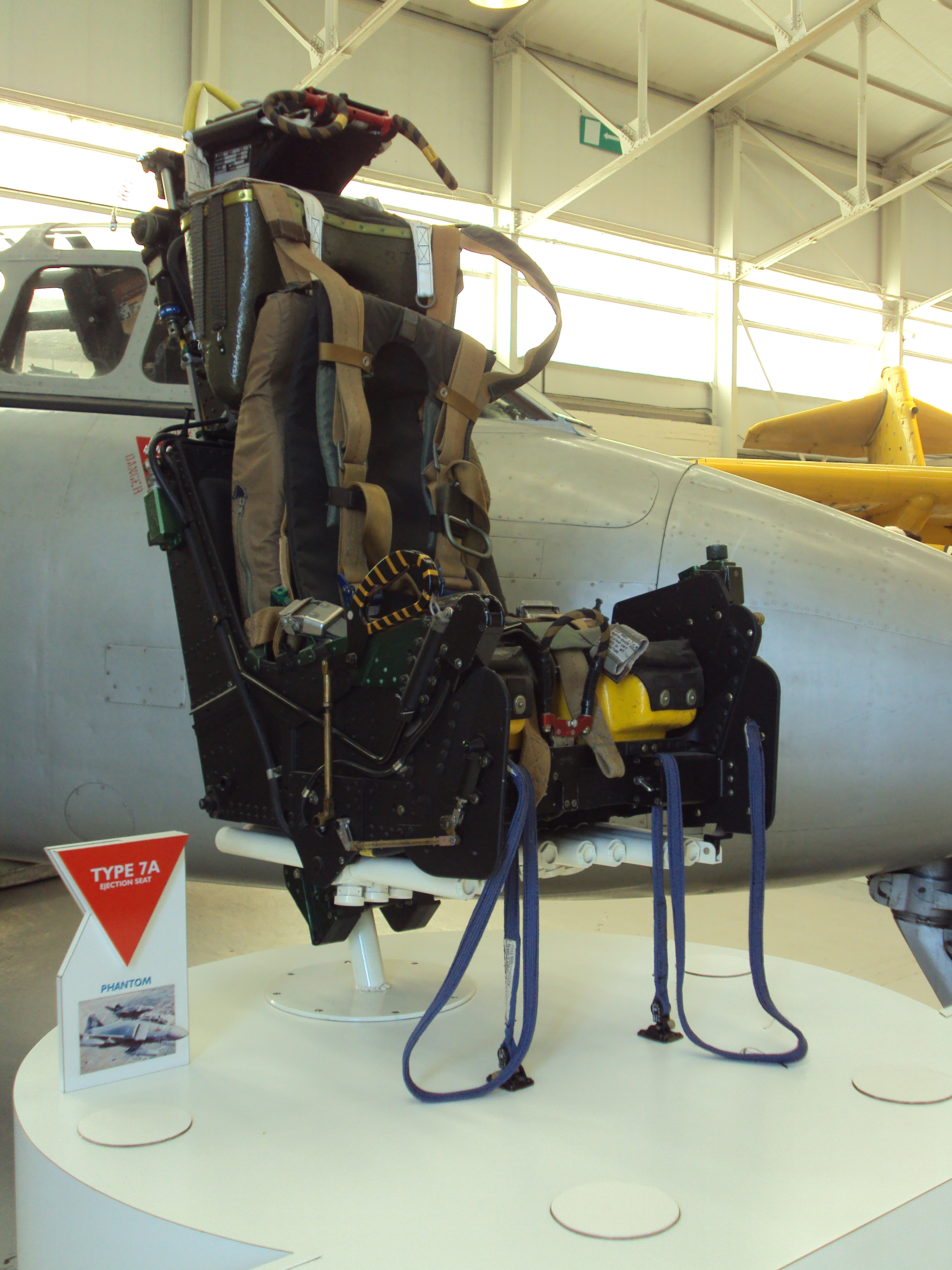
Fotel Martin-Baker MK.7 w Royal Air Force Museum w Cosford

Martin-Baker – brytyjskie przedsiębiorstwo branży lotniczej, specjalizujące się w produkcji foteli wyrzucanych.
Przedsiębiorstwo założyli inżynier James Martin i pilot Valentine Baker w 1934 roku. Martin był specjalistą od konstrukcji z cienkościennych rurek stalowych, z których budował spawane, nitowane lub zgrzewane elementy samolotów. W 1929 roku w warsztacie w Denham zbudował prototypowy samolot z silnikiem za kabiną pilotów. Ze względu na wielki kryzys finansowy zmuszony był zrezygnować z dalszych prac, ale 1934 roku wszedł w spółkę z V. Bakerem, i nowe przedsiębiorstwo Martin-Baker stworzyło przed i podczas II wojny światowej serię udanych prototypów, które jednak nie weszły do produkcji seryjnej. Podczas oblotu jednego z nich, Baker zginął w katastrofie prototypu w 1942 roku, co przyczyniło się do ukierunkowanie przedsiębiorstwa ku rozwiązaniom z zakresu bezpieczeństwa lotniczego i pod koniec wojny rozpoczęto w nim prace nad fotelem katapultowanym.
Jako pierwsi fotele wyrzucane zastosowali na swoich samolotach Szwedzi i Niemcy (m.in. na Me 262). Pierwsze brytyjskie próby fotela Martin-Baker Mk.1 rozpoczęto w 1946, na myśliwcu Gloster Meteor, jako pierwszy katapultował się 24 lipca pilot Barry Lynch, nie odnosząc obrażeń. 30 maja 1949 roku pilot John O. Lancaster musiał się katapultować z samolotu Armstrong Whitworth A.W.52, stając się pierwszym człowiekiem, któremu fotel firmy ocalił życie w sytuacji awaryjnej. Do roku 1965 osób takich było już tysiąc. Wcześniej, w 1957 roku przeprowadzono pierwszą próbę katapultowania się z samolotu lecącego z prędkością ponaddźwiękową (English Electric Lightning, prędkość 2012 km/h, wysokość 12 200 m, pilot John Squier). W czasie wojny wietnamskiej ponad 700 pilotów z sukcesem katapultowało się ze swych maszyn z użyciem foteli Martin-Baker.
W latach 70. XX wieku przedsiębiorstwo skupiło się na opracowaniu fotelu Mk 10, który miał zapewnić bezpieczną ewakuację także w przypadku lotu odwróconego, lotu z dużym przeciążeniem, katapultowania spod wody i warunków 0-0 (czyli samolotu stojącego nieruchomo na ziemi; pierwszy taki test przeprowadzono w 1961, w fotelu siedział Doddy Hay, pracownik firmy). Martin-Baker nie zostało znacjonalizowane jako część British Aerospace i pozostało firmą rodzinną (w 1995 dyrektorami zostali bliźniaczy synowie założyciela firmy, Jamesa Martina). W 1989 roku dostarczono US Navy (która jest najważniejszym klientem firmy) pierwszy fotel Mk 14 z elektronicznie sterowaną sekwencją odpalania, wyrzucania spadochronu itp. W latach 90. XX w. przedsiębiorstwo miało 75% udziału w rynku foteli wyrzucanych dostarczanych dla samolotów zachodnich (a nawet instalowało swoje fotele w wywodzących się z ZSRR myśliwcach MiG-19 należących do Pakistanu). W 1991 roku por. Linda Maloney katapultowała się z samolotu A-6 Intruder, stając się pierwszą kobietą uratowaną przez fotel Martin-Baker. Została zaproszona na uroczystość, na której księżna Diana miała udekorować ją pamiątkową szpilką – każdy uratowany pilot-mężczyzna otrzymuje od Martin-Baker pamiątkowy krawat – w tym przypadku szybko zaprojektowano pamiątkę dla pań. Por. Maloney nie otrzymała zgody na wyjazd, ale kilka miesięcy później wzięła udział w gali, na której przedsiębiorstwo świętowało 6000 ocalonych przez fotele firmy.
Na początku XXI w. zbudowało fabrykę w USA, dla ochrony swych interesów przed praktykami protekcjonistycznymi rządu amerykańskiego. W 2003 roku liczba uratowanych przez fotele Martin-Baker sięgnęła 7000 (z 90 różnych państw), gdy por. Robert Schwab (RN) katapultował się z Harriera (do rachunku tego wlicza się poprzednie katapultowanie Schwaba, z 1996 roku).

## Samoloty Martin-Baker
- Martin-Baker MB-1 – samolot doświadczalny[5]
- Martin-Baker MB-2 – prototypowy myśliwiec z 1938 roku[6]
- Martin-Baker Twin-engined Fighter (F.35/35) – projekt myśliwca z lat 1930.[7]
- Martin-Baker MB-3 – prototyp myśliwca z 1942 roku[8]
- Martin-Baker Tankbuster – projekt samolotu szturmowego z 1942 roku[9]
- Martin-Baker MB-5 – prototyp myśliwca z 1944 roku[9]
- Martin-Baker MB-6 – projekt odrzutowego myśliwca z lat 1940.[10]
- Martin-Baker Delta Jet Fighter (F.43/46) – ostatni projekt firmy, myśliwiec odrzutowy[10]